# Juri Abramowitsch Baschmet

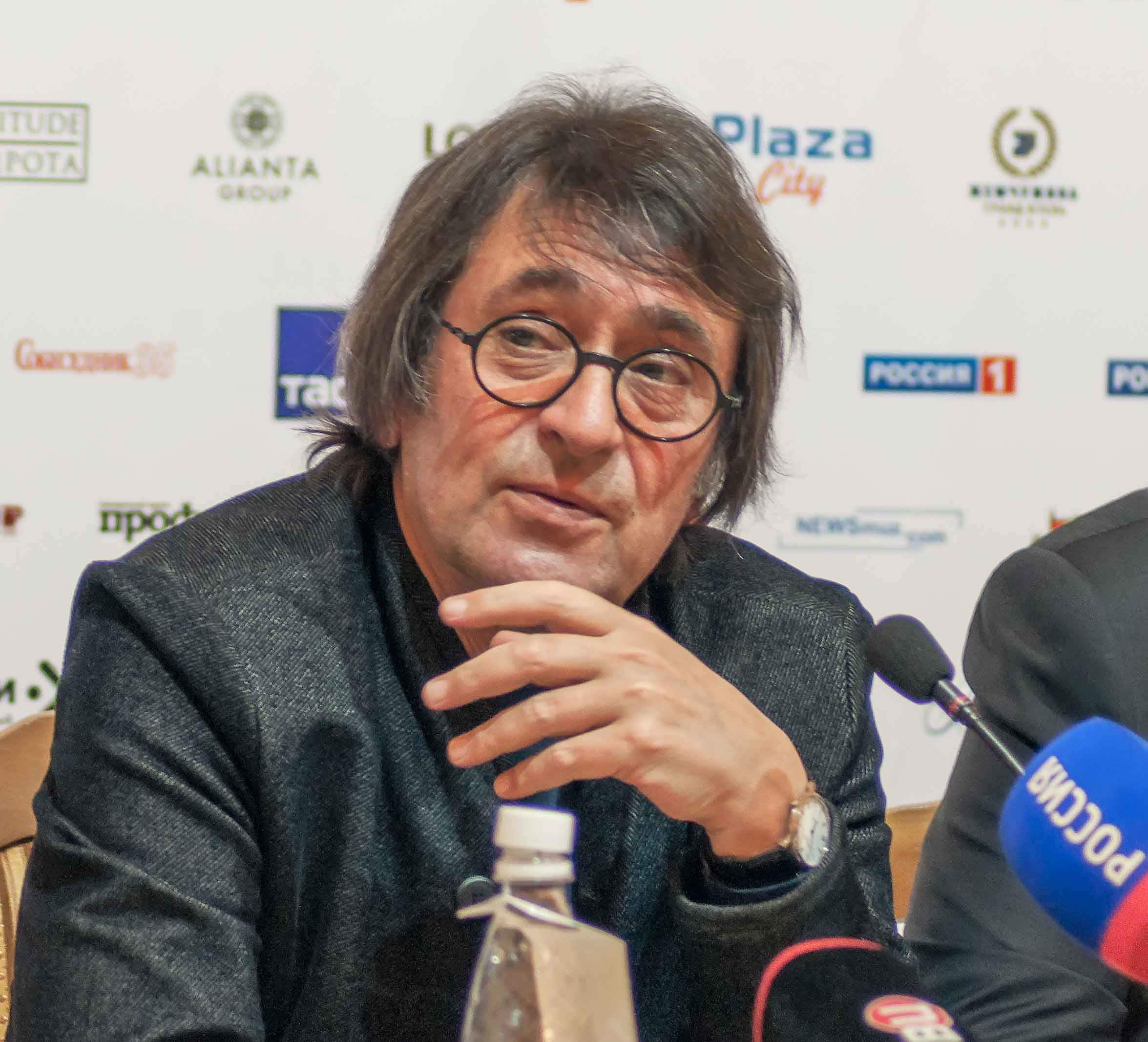
Juri Baschmet (2019)

Juri Abramowitsch Baschmet, russisch Ю́рий Абра́мович Башме́т (* 24. Januar 1953 in Rostow am Don) ist ein russischer Bratschist und Dirigent. In der DNB wird er unter Jurij A. Bašmet geführt, bekannt ist auch die englische Transkription Yuri Bashmet.

## Leben
Juri Baschmet wurde 1953 in Rostow am Don in der Familie des Eisenbahningenieurs Abram Borissowitsch Baschmet und Maija Sinowjewna Baschmet, geb. Kritschewer, geboren. Seine Großmutter väterlicherseits, Zilia Efimowna, hatte in jungen Jahren Gesang am Konservatorium studiert, während seine Großmutter mütterlicherseits, Daria Axentjewna, Huzul-Lieder sang. Baschmet wuchs in Lemberg (Ukraine) auf. Nach Unterricht an der Violine und ersten Wettbewerbserfolgen wechselte er zur Bratsche. Er begann das Violastudium 1971 am Moskauer Konservatorium bei Wadim Borissowski, dem berühmten Violalehrer und Bratscher des Beethoven Streichquartettes. Nach dessen Tod 1972 setzte er sein Studium bei Fjodor Druschinin fort, dem Widmungsträger der Sonate für Viola von Dmitri Schostakowitsch.
Der erste Preis beim ARD-Musikwettbewerb 1976 war der Beginn seiner internationalen Solistenkarriere. Inzwischen wird Juri Baschmet als einer der bedeutendsten Musikerpersönlichkeiten der Gegenwart angesehen. Zahlreiche Komponisten schrieben Sonaten und Konzerte für ihn, darunter Sofia Gubaidulina, Gija Kantscheli und Alfred Schnittke.
Seit einigen Jahren ist er auch als Dirigent der Moskauer Solisten tätig.
1995 wurde Baschmet mit dem Léonie-Sonning-Musikpreis ausgezeichnet. Am 12. Juni 2022 überreichte ihm Präsident Putin die Auszeichnung Held der Arbeit der Russischen Föderation.

## Politische Position
Im März 2014 unterzeichnete Baschmet den offenen Brief von russischen Kulturschaffenden, in dem die Position des Präsidenten Wladimir Putin über die russische Annexion der Krim 2014 unterstützt wird. Infolgedessen wurde ihm die Honorarprofessur der Nationalen Musikakademie Lwiw entzogen. In einem Interview mit der russischen Wochenzeitung Argumenty i Fakty stellte sich der Musiker im Juni 2022 erneut hinter Putin und bekräftigte seine Befürwortung des russischen Überfalls auf die Ukraine.